# Харцбург
Харцбург (на немски: Harzburg, Große Harzburg, Hartesburg) е бивш императорски замък в Харц, над Бад Харцбург в окръг Гослар, Долна Саксония (Германия). От него са запазени фрагменти от основите и кулите.
Замъкът е построен от 1065 до 1068 г. от крал Хайнрих IV. Архитектът на Хайнрих е по-късният епископ на Оснабрюк, Бено II.
Император Ото IV умира в замъка през 1218 г.